# Thomas Denman, III barone Denman
Thomas Denman, III barone Denman (Londra, 16 novembre 1874 – 24 giugno 1954), è stato un politico britannico, governatore generale dell'Australia dal 1911 al 1914.

## Biografia

### Gli inizi
Il padre di Denman è Thomas Denman, un funzionario del tribunale, mentre suo nonno, Thomas Denman, Primo Barone Denman, è stato capo dell'alta corte di Inghilterra e Galles. Si iscrive alla Reale accademia militare di Sandhurst, sperando di intraprendere la carriera militare, ma nel 1894 eredita dal suo pro zio il titolo di Barone Denman e l'anno seguente, compiuti i 21 anni, viene ammesso alla Camera dei lord. Fino al 1903, anno del matrimonio con Gertrude Pearson, figlia del ricco industriale Weetman Pearson, Denman possiede poco denaro e si dedica totalmente alla vita politica nelle file del partito liberale. Dal 1905 al 1915 Denman fa parte dei governi liberali guidati dai premier Sir Henry Campbell-Bannerman e Asquith.
Dal 1905 al 1907 è Lord-in-Waiting, in pratica frusta del governo presso la Camera dei lord, e tra il 1907 e il 1911 esercita la carica di Capitano dell'Onorevole corpo dei gentiluomini in Armi, ovvero ministro dei rapporti con la Camera dei lord. Nel 1907 Denman viene anche ammesso al Consiglio privato. Nel 1911 il ministro delle colonie gli offre il prestigioso incarico di governatore generale dell'Australia, spingendolo così fuori dall'arena politica.

### Governatore
Quando nel luglio del 1911 Denman arriva a Sydney trova un paese saldamente governato dal laburista Andrew Fisher. Come la maggioranza dei liberali britannici, che all'epoca in Gran Bretagna rappresentavano l'ala progressista e avanzata del paese, il governatore si trova a suo agio con i laburisti; inoltre la modestia e generosità con la quale impiega il denaro del suocero lo rendono estremamente popolare tra l'opinione pubblica.
Ben presto Denman si rende conto che la reale influenza politica del governatore generale è scemata. La maturità politica dell'Australia è in uno stato avanzato e il governo per comunicare con la Gran Bretagna si serve di un alto commissario dell'Australia a Londra, al quale viene riconosciuto il ruolo di capo della missione diplomatica australiana, superando il governatore e il segretario coloniale.
Nel giugno del 1913 i liberali del Commonwealth di Joseph Cook, politicamente affini ai conservatori britannici, sconfiggono inaspettatamente i laburisti di Fisher, i quali d'altra parte riescono a conservare la loro maggioranza al Senato, maggioranza che usano per bocciare i principali disegni di legge presentati dal nuovo governo. In breve tempo si verifica una vera e propria crisi costituzionale che matura nel 1914.
La grave crisi istituzionale e politica esige un ruolo di alto profilo per il governatore, che dovrebbe fornire le soluzioni istituzionali ma il Barone Denman, che soffre di una grave forma allergica a causa della flora australiana e che deve affrontare la depressione della moglie, nostalgica della terra natia, non è in grado di far fronte alla grave situazione che si è determinata in Australia e pertanto nel maggio del 1914 rassegna le dimissioni.
Ritornato nel Regno Unito rimane leale ai liberali, che a partire dal 1922 verranno progressivamente emarginati e sorpassati elettoralmente dai laburisti, senza ricoprire cariche pubbliche. Denman vivrà una vita serena sino alla sua morte che sopraggiungerà nel 1954.